# چال چندار
چال چندار، روستایی از توابع بخش منج، شهرستان لردگان در استان چهارمحال و بختیاری است.

## جمعیت
این روستا در دهستان بارز قرار دارد و براساس سرشماری مرکز آمار ایران در سال ۱۳۸۵، جمعیت آن ۱۹۶ نفر (۴۶خانوار) بوده‌است.